# アンの友達

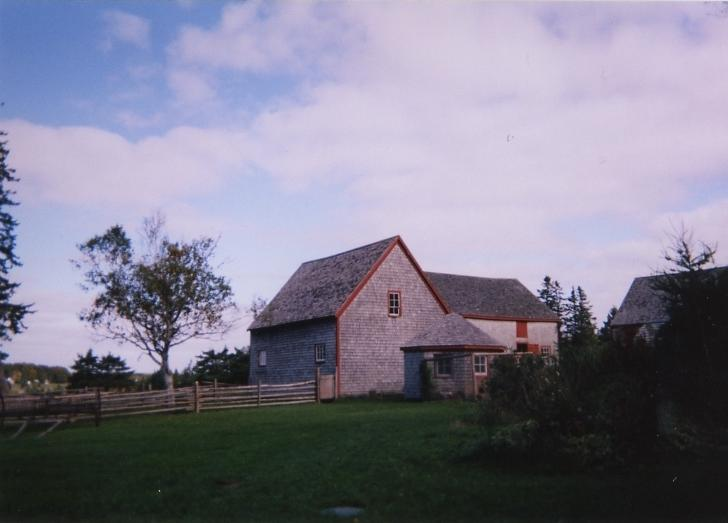
プリンスエドワード島の風景

『アンの友達』（アンのともだち、原題：Chronicles of Avonlea、アヴォンリー年代記）は、カナダの作家L・M・モンゴメリが1911年に出版した短編集の日本語訳のタイトル。モンゴメリは短編集の出版を希望するボストンのページ社の求めに応じ、短編作品のうち良作を選び、加筆・手直しして1冊の本にまとめられたのが本書である。「良いものは少ないと思う」と1911年1月17日の日記では卑下していたモンゴメリだったが、1936年8月21日の日記には「私は今日、Chronicles of Avonlea の "Old Lady Lloyd" と "Each in his Own Tongue" を読み返して泣いてしまいました。この本が出版されたとき何人かの批評家が "Each in his Own Tongue" は英文学における最も美しいストーリーであると言ったのを思い出しました。今ではこのような作品は書けないと思います」と記している。

## 収録作品
| 原題 | 村岡訳タイトル           | 掛川訳タイトル                   |
| --- | ------------------------ | -------------------------------- |
| The Hurrying of Ludovic | 奮い立ったルドヴィック   | 申し込みはおはやく、ルードビック |
| テオドラは15年交際しているのに求婚してこないルドヴィックを奮い立たせるため、策を講じた。 |                          |                                  |
| Old Lady Lloyd | ロイド老淑女             | ロイド老嬢                       |
| ロイドは金持ちでケチの変わり者の老婦人と思われていたが、実は父が投資に失敗し、極貧の状態にあった。かつての婚約者の娘が音楽教師として赴任してきた事を知り、何としても彼女を喜ばせたいと思うようになる。                                                          |                          |                                  |
| Each in His Own Tongue | めいめい自分の言葉で     | フェリックス・ムーアのバイオリン |
| フェリクスはバイオリンの天才少年だった。祖父は神に仕える人生こそ最善と考え、バイオリンを禁じ、牧師の道を歩ませようとするが、祖父は音楽を通して人に語りかけ、励ませる事は理解していなかった。                                                                    |                          |                                  |
| Little Joscelyn | 小さなジョスリン         | 小さなジョスリン                 |
| ナン叔母さんは死ぬ前に、かつて世話し、今は歌手として大成したジョスリンにもう一度会いたいと切望していたが、外出は無理だった。そこで雇われ少年のジョーダンは家に来てもらおうと意を決し、滞在先を訪れる。                                                          |                          |                                  |
| The Winning of Lucinda | ルシンダついに語る       | 長い婚約                         |
| ルシンダとロムニーは婚約中に些細な事で喧嘩して以来、15年間、互いに口を利こうとしなかったが、親戚の婚礼の帰りにハプニングが起きる。 |                          |                                  |
| Old Man Shaw's Girl | ショウ老人の娘           | ブロッサムが帰ってくる!          |
| ショウ老人は娘の帰郷を待ちわびていた。しかし、ブリュエット夫人は、街の学校で3年過ごせば、垢抜けてこんな田舎町には満足できまいと言う。 |                          |                                  |
| Aunt Olivia's Beau | オリビア叔母さんの求婚者 | オリビアおばさんの恋人           |
| オリビアは、20年前に父が結婚に反対したため、西部に行ったマルコムが島に戻り、自分と結婚する事になったと告げる。しかし、綺麗好きのオリビアは、婚約期間中にがさつなマルコムに耐えられなくなっていく。                                                              |                          |                                  |
| The Quarantine at Alexander Abraham's | 隔離された家             | “かわいいアンジェリーナ”         |
| 男嫌いのピーターは、欠席の続く日曜学校の生徒の事情を聞きに女嫌いのアレキサンダーの家に向かうが、天然痘に感染した疑いが生じ、家から出られなくなってしまう。 |                          |                                  |
| Pa Sloane's Purchase | 競売狂                   | スローン父ちゃんの買い物         |
| スローンはオークションに夢中で、家はガラクタで一杯だった。妻から入札しないと約束させられたものの、冗談で孤児の赤ちゃんが出品される。 |                          |                                  |
| The Courting of Prissy Strong | 縁むすび                 | プリシー・ストロングの結婚       |
| プリシーは20年前に姉からステファンとの結婚を反対され、独身であった。妻を亡くしたステファンは再びプリシーに思いを寄せるが、拒絶の手紙を見て、別の女性と親しくしようとする。                                                                                      |                          |                                  |
| The Miracle at Carmody | カーモディの奇蹟         | カーモディーの奇跡               |
| サロメは姉から大切にされていたが、不幸が続いた上に足が不自由になり、信仰を失った姉は養子のライオネルを日曜学校へ行かせない。いたずらばかりするライオネルに良い手本を見せねばと、反対にめげずにサロメが1人で教会へ行くと、ライオネルが天水桶に落ちるのが見えた。 |                          |                                  |
| The End of a Quarrel | 争いの果て               | 夕日のあたる家                   |
| ナンシーは婚約者と口論し、島を去り、看護婦となるが、20年ぶりに帰島すると、今も独身のピーターの家は散らかり放題だった。見かねたナンシーは彼をびっくりさせようとする。                                                                                            |                          |                                  |

## 日本語訳一覧
村岡花子訳も掛川恭子訳も、『アンの友達』のタイトルにて出版されている。
- （1957年） 村岡花子訳
  - 新潮社 ISBN 978-4102113042
  - ポプラ社 ISBN 9784591080542
- （2000年） 掛川恭子訳 - 講談社
  - 文庫版 ISBN 978-4062752794
  - 単行本 ISBN 978-4062704090

## この本はアン・ブックスか
- 1911年に出版の際は本の前書きに、赤毛のアンのアン・シャーリーが一部の役割を演じているとある。[4]
- モンゴメリはアンの本だとは考えていない。[5]
- 村岡花子は「第四赤毛のアン」としている。
- 掛川恭子の完訳クラシック赤毛のアンでは9番目に位置付けられている。